# León Villar
León Villar Beltrán (Burjasot, 25 de septiembre de 1969) es un deportista español que compitió en judo. Ganó una medalla de bronce en el Campeonato Mundial de Judo de 1993, y dos medallas de bronce en el Campeonato Europeo de Judo en los años 1991 y 1992.
Participó en dos Juegos Olímpicos de Verano en los años 1992 y 1996, su mejor actuación fue un noveno puesto logrado en Barcelona 1992 en la categoría de –86 kg.

## Palmarés internacional
| Campeonato Mundial | Campeonato Mundial     | Campeonato Mundial | Campeonato Mundial |
| Año                | Lugar                  | Medalla            | Categoría          |
| ------------------ | ---------------------- | ------------------ | ------------------ |
| 1993               | Hamilton (Canadá)      | Medalla de bronce  | –86 kg             |
| Campeonato Europeo |                        |                    |                    |
| Año                | Lugar                  | Medalla            | Categoría          |
| 1991               | Praga (Checoslovaquia) | Medalla de bronce  | –86 kg             |
| 1992               | París (Francia)        | Medalla de bronce  | –86 kg             |